# Xera
Xera is een geslacht van Phasmatodea uit de familie Pseudophasmatidae. De wetenschappelijke naam van dit geslacht is voor het eerst geldig gepubliceerd in 1906 door Redtenbacher.

## Soorten
Het geslacht Xera omvat de volgende soorten:
- Xera apolinari Günther, 1932
- Xera debilis Redtenbacher, 1906
- Xera magdalenae Conle, Hennemann & Gutiérrez, 2011
- Xera tenaense Conle, Hennemann & Gutiérrez, 2011